# Умбертия
Умбертия (лат. Humbertia) — монотипный род деревянистых растений семейства Вьюнковые (Convolvulaceae). Включает единственный вид — Умбертия мадагаскарская (Humbertia madagascariensis; фр. bois de fer — «железное дерево»), распространённый на юго-востоке Мадагаскара, где встречается во влажных вечнозелёных лесах на высотах до 600 м.

## Описание
Дерево средней высоты, до 30 м. Ствол прямой цилиндрический, до 2 м в диаметре, часто имеет небольшие выступы. Поверхность коры серовато-коричневая, с мелкими трещинами, внутри имеет беловатые полосы. Ветви несут заметные отметины от листьев, молодые побеги покрыты красноватыми волосками. Кожистые, безволосые листья растут на кончиках веток и имеют короткие стебли. Листья длиной до 10 см, яйцевидные, с цельными краями, клиновидными основаниями и зубчатыми или тупыми кончиками. Мелкие цветки с венчиком, разделёным на пять частей, растут в пазухах листьев, поодиночке или небольшими группами. Лепестки кремово-белые и волосатые снаружи с перепончатыми краями. Тычинки и пестик выступающие и в два с лишним раза длиннее венчика. Плод — слегка мясистая коричневая ягода, содержащая одно или два семени.

## Местообитание
Встречается в низменных лесах на востоке Мадагаскара, где встречается вместе с такими характерными видами, как Myristicaceae, Anthostema, Protium, Allantospermum, Magnistipula, Chaetocarpus, Tsebona macrantha, Perriera и Dialyceras. Птицы, живущие в этом вечнозелёном лесу, включают одноцветного мадагаскарского пастушка, мадагаскарского змееяда, чешуйчатую земляную ракшу, Xanthomixis tenebrosa, фанованскую ньютонию, шлемоносную вангу и чёрную вангу.

## Применение
Древесина H. madagascariensis чрезвычайно плотная, твёрдая и долговечная. Она используется при тяжёлых строительных работах, в особенности там, где важна влагоустойчивость. Применяется для изготовления паркета, скульптур, для токарных и шахтных подпорок, железнодорожных шпал и сельскохозяйственных орудий. Но, однако, дерево имеет ограниченный ареал и в настоящее время стало редким, поэтому нуждается в дальнейших исследованиях и защите.
Из сердцевины дерева был выделен сесквитерпеновый спирт нового класса, получившего название «хумбертиол».

## Таксономия
Humbertia Lam., Encycl. [J. Lamarck & al.] 2(1): 356 (1786).
Род назван в честь французского ботаника Филибера Коммерсона.
Синонимы:
- Endrachium Juss. (1789)
- Smithia J.F.Gmel. (1791)
- Thouina Cothen. (1790), orth. var.
- Thouinia Sm. (1789), nom. illeg.

Единственный вид: Humbertia madagascariensis Lam. (1786).
Синонимы:
- Endrachium madagascariense (Lam.) J.F.Gmel. (1791)
- Humbertia aeviternia Comm. ex Lam. (1786)
- Smithia thouinia J.F.Gmel. (1791)
- Thouinia spectabilis Sm. (1789)